# Салтыков, Пётр Степанович
Пётр Степа́нович Салтыко́в (род. 4 марта 1958) — советский бегун-марафонец. Выступал на всесоюзном уровне в 1980-х годах, чемпион СССР, призёр первенств всесоюзного и республиканского значения, участник ряда крупных международных стартов. Представлял Глазов и Ижевск, спортивные общества «Урожай» и «Труд».

## Биография
Пётр Салтыков родился 4 марта 1958 года. Занимался лёгкой атлетикой в Глазове и Ижевске Удмуртской АССР, выступал за добровольные спортивные общества «Урожай» и «Труд».
Впервые заявил о себе на всесоюзном уровне в сезоне 1984 года, когда на чемпионате СССР по марафону в Баку показал время 2:16:05 и закрыл десятку сильнейших. Позднее финишировал вторым на Московском международном марафоне мира — с результатом 2:13:31	уступил только Якову Толстикову. Также занял 18-е место на Кошицком международном марафоне мира (2:25:22).
В 1985 году стал восьмым на Токийском международном марафоне (2:13:51). С личным рекордом 2:12:09 превзошёл всех соперников на чемпионате СССР по марафону в Могилёве.